# Ofelió (poeta)
Ofelió (Ophelion  Ὠφελίων fou un poeta còmic atenenc probablement de la comèdia mitjana. Va viure al segle iv i va florir vers el 380 aC.
El Suides dona una llista de les seves obres que diu que apareixen a Ateneu de Naucratis (tot i que no surten a la referència que dona): 
- Δευκαλίων
- Κάλλαισχρος
- Κενταυρος
- Σάτυροι
- Μου̂σαι
- Μονότρυποι o Μονότροποι[1]